# Mellemfranken
Mellemfranken (Francia Media) var et vesteuropæisk kongerige, der eksistere fra 843 til 855. Landet er også kendt som Mellemriget , Det mellemfrankiske Rige eller Det mellemfrankiske Kongerige. 

## Rigets udstrækning
Mellemfranken var eet sammenhængende landområde fra Rom i syd til Nordsøen i nord. 
Riget omfattede den nordlige og mellemste del af den italienske halvø samt landet langs floderne Rhône og Rhinen.
Landet bestod af store dele af Italien, Vestschweiz, Sydøst- og Østfrankrig, de tyske områder ved Rhinen, Luxembourg, Belgien (undtagen den flamske kyst) og Holland. Desuden gjorde Mellemfranken krav på Frisland, men de små frisiske stater stod under dansk beskyttelse. 

## Rigets oprettelse og deling
Landet har kun haft én konge, nemlig Lothar 1., der også var kejser. 
Ved Ludvig den Frommes død i 840 ønskede hans ældste søn Lothar at efterfølge sin far som kejser og som Frankerrigets konge, men han kom i krig med sine brødre om arvefølgen. 
Ved Freden i Verdun i 843 fik Karl den Skaldede tilkendt Vestfranken, mens Ludvig den Tyske fik Østfranken. Lothar beholdt kejsertitlen og Mellemfranken. 
Efter Lothars død i 855 blev riget delt mellem hans sønner. Ludvig 2. fik Italien og kejsertitlen. Karl af Provence fik Provence og området nord herfor. (Dette område er nu delt mellem Frankrig og Schweiz), mens Lothar 2. fik Lothringen. 

## Tysk-fransk rivalisering
I de følgende århundreder forsøgte både Vestfranken (senere Frankrig) og Østfranken (senere Tyskland) at erobre de mellemfrankiske landområder. Omkring år 1000 stod det meste af området under tysk-romersk overhøjhed. Senere erobrede Frankrig store dele af det tidligere Mellemfranken. Resten hører i dag under Tyskland, Italien og række mindre stater (Schweiz, Luxembourg, Belgien og Holland). 

## Mittelfranken i Tyskland
Mellemfranken må ikke forveksles med Mittelfranken (Media Franconia), der er et regeringsdistrikt omkring Nürnberg. Mittelfranken er det sydligste af de frankiske distrikter i Bayern.